# Der Friede sei mit dir
Der Friede sei mit dir (La paix soit avec toi), (BWV 158), est une cantate religieuse de Jean-Sébastien Bach pour basse soliste.
Le texte est de Johann Georg Albini (deuxième mouvement), Martin Luther (quatrième mouvement) et d'un auteur inconnu pour les premier et troisième mouvements.
Cette cantate ne nous est parvenue que par des copies postérieures à la mort du compositeur et on suppose que certaines parties sont manquantes. Des recherches récentes situent sa composition au début des années 1730. La cantate est destinée au troisième jour de Pâques (mardi de Pâques). Pour cette destination liturgique, deux autres cantates ont franchi le seuil de la postérité : les BWV 134 et 145.
La version conservée est en 4 mouvements :
1. récitatif (basse) : Der Friede sei mit dir
2. aria (basse) et choral (soprano) : Welt, ade, ich bin dein müde
3. récitatif et arioso (basse) : Nun, Herr, regiere meinen Sinn
4. choral (S, A, T, B) : Hier ist das rechte Osterlamm